# Деви
Де́ви или Дэ́ви (дев. देवी, IAST: devī) — богиня-мать, женская форма Бога в индуизме. Дэви — женская форма санскритского слова дэва.
В шактизме Дэви или Шакти поклоняются как женскому началу, как изначальной Богине-матери. В её отсутствии мужское начало рассматривается как пассивное и бездейственное. В ортодоксальном шактизме Богине-матери или Махадеви поклоняются как Всевышнему, как персонификации Брахмана, единой и неделимой, из которой исходят все остальные формы Бога (как мужские, так и женские) и которая является изначальным источником материального и духовного мира.
В традиции смартизма Дэви поклоняются как одной из пяти основных форм Бога. В вайшнавизме и шиваизме Деви воплощает в себе активную энергию и силу мужских форм Бога — Вишну в вайшнавизме и Шивы в шиваизме. Женской половиной Вишну является Лакшми, а Шивы — Парвати.
Почитание богинь и богинь-матерей имело место в древнейшем периоде протоиндийской цивилизации. При раскопках в Хараппе, Мохенджо-Даро и других городах Индской цивилизации были найдены многочисленные женские фигурки и рисунки, изображающие богинь-матерей.